# Кымган
Кымга́н (кор. 금강, 錦江, Geumgang, Kŭmgang) — река на юго-западе Корейского полуострова, в Республике Корея. Русло реки берёт своё начало на склонах гор Собэк, провинция Чолла-Пукто. Поток течёт в северном направлении через провинции Чолла-Пукто и Чхунчхон-Пукто и затем в районе Большого Тэджона изменяет направление и течёт на юго-запад через провинцию Чхунчхон-Намдо, а затем близ города Кунсан впадает в Жёлтое море. Средний расход воды — около 273,10 м³/с у Кочхона (160 м³/с).
Длина реки составляет 401 км, что делает её третьей по величине в Южной Корее. Площадь бассейна составляет 9859 км² (9885,80). В верхней части река более медленная и проходит через горы Норён, характеризуясь обширным и извилистым потоком. В другой стороне в средней и нижней своей части течение становится более плавным и сравнительно менее извилистым.
Несколько небольших аллювиальных равнин, в том числе равнины Хонам и Нонсан формируют притоки Кымгана. Их составляют такие реки как Капчхон, Югучхон, Михочхон, Унсанчхон, Соксончхон и Носанчхон.